# Reagrupament
Reagrupament, també anomenat Reagrupament Independentista (RI), és una associació que treballa per la independència i el reconeixement internacional de la nació catalana i la regeneració democràtica.

## Història

### Com a corrent d'opinió d'ERC (2006-2008)

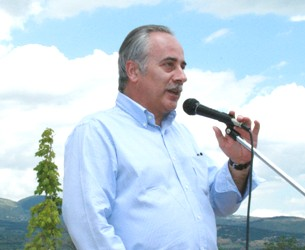
Joan Carretero, un dels ideòlegs d'aquest moviment independentista

Reagrupament va néixer com un corrent crític dins el partit polític Esquerra Republicana de Catalunya. Entre les bases d'ERC hi havia descontentament per l'evolució del pacte entre ERC, PSC i ICV per al tripartit (2003-2006 i 2006-2010). A parer de molts militants i votants d'ERC, l'evolució política a Catalunya i les actuacions del Govern català demostraven que aquesta aliança impedia a ERC desenvolupar el seu programa independentista.
El Manifest d'Almoster, redactat en aquesta població del Baix Camp cap al mes de juliol del 2006, es pot considerar el precedent del Reagrupament. Amb aquest manifest, un grup de militants d'ERC, encapçalats per Joan Carretero i Grau, va mostrar-se crític amb direcció del partit republicà (aleshores liderada per Joan Puigcercós i Josep-Lluís Carod-Rovira, secretari general i president, respectivament).
Carretero ja havia mostrat discrepàncies amb la línia política d'ERC sent al Govern. Com a conseller de Governació de la Generalitat de Catalunya amb el primer govern tripartit (2003-2006), amb el pas dels mesos va manifestar reticències al pacte entre ERC, PSC i ICV. El juny del 2006, arran d'unes declaracions crítiques envers el president espanyol, José Luis Rodríguez Zapatero, i en plena deliberació sobre l'Estatut d'Autonomia de Catalunya del 2006, el president de la Generalitat de Catalunya d'aleshores, Pasqual Maragall, el va destituir.
El 20 i 21 de gener del 2007, Carretero va publicar un article al diari Avui titulat "ERC, de planeta a satèl·lit". Aquest escrit era crític amb la posició d'ERC dins el Govern català, al qui acusava de no tenir capacitat per a aplicar les propostes polítiques que fessin avançar Catalunya cap a la independència, i dibuixava el camí polític que seguiria després l'ideari de Reagrupament.
El 10 de febrer del 2007 es va presentar el manifest fundacional del col·lectiu fundador de Reagrupament, que conté sis punts. En aquest manifest es demanava un redreçament en la línia política del partit, que els signants creien seguidista del PSC, i la convocatòria d'un congrés extraordinari dins ERC. El 30 de juny del 2007 a l'Auditori de Barcelona, Reagrupament, que havia utilitzat només Internet com a canal de comunicació amb els militants, va fer la seva presentació pública, amb l'assistència d'uns 600 afiliats d'ERC.
A la Conferència Nacional d'Esquerra Republicana celebrada a Barcelona el 20 d'octubre de 2007, el corrent crític Reagrupament va presentar una ponència alternativa/esmena a la totalitat. Les votacions es van fer a mà alçada. Els resultats van ser aquests:
|                                             | Vots | %     |
| ------------------------------------------- | ---- | ----- |
| Vots a favor de l'esmena de Reagrupament    | 525  | 22'31 |
| Vots en contra de l'esmena de Reagrupament: | 1617 | 68'77 |
| Vots en blanc:                              | 211  | 8'97  |
| Total vots emesos                           | 2353 | 2353  |

Carretero va ser un dels 4 aspirants a la presidència d'ERC en el procés congressual de finals del 2008. En aquell procés electoral Carretero va quedar en segon lloc, darrere de Joan Puigcercós (que va ser escollit president) i davant d'Ernest Benach i Jaume Renyer. Rut Carandell, per la seva banda, va quedar en tercera posició darrere de Joan Ridao (escollit secretari general) i Rafel Niubó, mentre que en darrer lloc va quedar Uriel Bertran.

### Com a organització política independent (2009)
El 18 d'abril del 2009 Carretero va proposar, en un article al diari Avui titulat "Patriotisme i dignitat", la creació d'una candidatura política per a les eleccions al Parlament de Catalunya de 2010 que tingués com a eix programàtic la independència de Catalunya. Nou dies després, el 27 d'abril, després que la direcció d'ERC li obrís expedient i el suspengués de militància, es va donar de baixa del partit. L'11 de maig, la portaveu de Reagrupament Rut Carandell va anunciar també la seva baixa d'ERC. Els van seguir altres persones d'ERC o properes, com Emili Valdero (que ja havia abandonat el seu càrrec dins el Govern català), Sandra Lomas (activista independentista de Reus) i Albert Pereira (cap d'ERC al Camp de Tarragona).
A partir de llavors Reagrupament es presenta com una associació politicocultural amb la finalitat d'aglutinar tots els moviments sobiranistes de Catalunya per tal de presentar-se a les eleccions del 2010 i aconseguir una majoria suficient per a declarar unilateralment la independència.
Des del juliol del 2009 i fins al juny del 2010 va estar constituït el partit polític Reagrupament Nacional Català (RNC), però, finalment es va constituir un partit amb el mateix nom de l'associació, Reagrupament Independentista, per tal d'utilitzar-lo com a instrument per a presentar-se a les eleccions catalanes de 2010.
El 3 d'octubre del 2009 es va celebrar la primera assemblea nacional de Reagrupament, a l'auditori del Palau de Congressos de Catalunya, a Barcelona. En aquesta assemblea es van votar els estatuts i la ponència política, que obria el camí a presentar una candidatura a les properes eleccions catalanes. A més, es van votar en llista oberta els 18 membres de la junta directiva (en van quedar al marge els membres que ho són per designació territorial). Aquesta junta va escollir posteriorment Joan Carretero com a president de l'associació. Va ser un acte obert als mitjans de comunicació i emès en directe per internet., com totes les assemblees de l'associació.

### Les dimissions de gener-febrer del 2010
El 30 de gener del 2010, durant la reunió de la Junta Directiva que es feia a Vic, Joan Carretero i 11 membres més van abandonar la junta directiva de Reagrupament per desavinences amb 4 membres, a qui Carretero va demanar que dimitissin i aquests s'hi van negar. Segons entenien els 4 discrepants, per a l'elecció dels candidats Carretero volia proposar una votació universal entre tots els reagrupats per a les quatre circumscripcions catalanes per tal d'evitar que afavorir grups ben posicionats a nivell local, mentre que els 4 membres de la junta consideraven que la llista de cada circumscripció havia de ser votada només pels associats de cada circumscripció. Segons els 11 altres membres de la Junta, els 4 discrepants bloquejaven el funcionament de l'Associació des de la primera reunió a la Junta Directiva i, a parer seu, només tenien interès a assegurar-se un lloc a les llistes electorals. Altres interpretacions apunten que aquesta dissensió tenia com a rerefons la definició final de la candidatura: si Reagrupament feia una candidatura pròpia o si s'aliava amb altres iniciatives, com la temptativa de Joan Laporta de constituir una candidatura pròpia.
L'1 de febrer del 2010 els 4 membres discrepants de la majoria de la junta van dimitir perquè no es van veure amb cor de tirar endavant sense el lideratge de Joan Carretero. Arran de la dimissió dels 4 díscols, els 11 membres de la Junta que només ho havien anunciat es van fer enrere (les dimissions del sector favorable a Carretero no constaven per escrit i, per tant, no havien estat formalitzades). D'aquesta manera, Joan Carretero i el sector afí va tornar a la junta. La 2a assemblea, del 21 de març, es va cloure amb un suport majoritari als plantejaments de la direcció i els que encara defensaven els posicionaments contraris van optar per retirar una moció -presentada per la secció de l'Alt Camp- amb la qual es volia tornar a debatre alguns aspectes del funcionament de l'associació.

### De cara a les eleccions catalanes (2010)
El 21 de març del 2010 es va fer la segona assemblea de Reagrupament, oberta per Joan Laporta. S'hi va aprovar el programa electoral per a les eleccions catalanes previstes per a la tardor del 2010. El 10 de juliol del 2010 es va fer la tercera assemblea amb el lema "Units pel futur", que va comptar amb una àmplia participació xifrada en més de 1.300 associats, per tal d'aprovar les llistes electorals que s'han de presentar a aquests comicis. Els caps de llista que van resultar elegits van ser Rut Carandell per Barcelona, acompanyada per l'alcalde d'Arenys de Munt, Carles Móra, en segon lloc i Montserrat Tudela, directora de la revista Auriga, en tercer lloc; Jaume Fernández per Lleida, Ferran Pujol per Tarragona i Joan Carretero per Girona. La possible aliança amb Joan Laporta no es va materialitzar, ja que, malgrat haver-se manifestat 'moralment reagrupat', posteriorment Laporta presentaria Solidaritat Catalana per la Independència, una coalició de partits oberta a l'entrada de Reagrupament.

## Organització

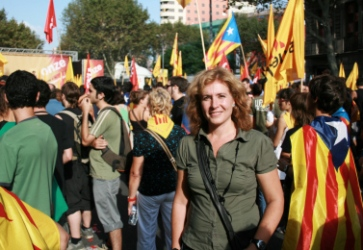
Rut Carandell, candidata de Reagrupament a la secretaria general d'ERC el 2008, durant la manifestació independentista de l'Onze de setembre de 2008. Actualment és la vicepresidenta de l'organització.

El projecte polític s'articula en dos organismes: l'associació Reagrupament Independentista i el partit polític Reagrupament Independentista, com a instrument per a presentar-se a les eleccions.

### L'associació
L'associació té, com a òrgan de govern, una junta directiva. A més, s'estructura en grups comarcals o regionals en el cas de Catalunya, llevat de Barcelona, on l'organització es fa per districtes. En altres territoris catalanoparlants, l'estructura és única a tot el territori (País Valencià i Illes Balears i Pitiüses). Dins l'estructura de Reagrupament hi ha el que s'anomena la Vegueria d'Exteriors, a la qual s'adscriuen els reagrupats residents fora dels Països Catalans.
Atès que jurídicament existeix l'associació Reagrupament, aquesta entitat també opera com a think tank, és a dir, un organisme de suport ideològic al projecte polític. Per això, Reagrupament com a associació té aquestes finalitats:
- Situar l'independentisme a l'eix del debat polític català.
- Cercar la unitat de les forces polítiques i socials que tinguin com a objectiu el reconeixement internacional de la nació catalana.
- Crear un marc favorable al creixement de la base social de l'independentisme català.
- Fomentar el debat, l'estudi i la conscienciació social per a la independència dels Països Catalans.

### Els partits o marques electorals
Atès que Reagrupament Independentista és tan sols una associació i no es pot presentar a les eleccions com a tal, s'ha dotat de diversos partits o marques electorals com a instruments perquè es poguessin presentar candidatures als comicis. El primer registrat fou Reagrupament Nacional Català, el maig del 2010 alguns membres de Reagrupament van registrar el partit Pàtria i Dignitat i d'altres Catalunya Estat, tenint present que el partit Reagrupament Nacional Català estava en vies de dissolució. Posteriorment, es va registrar el mateix nom de l'associació com a partit: Reagrupament Independentista, nom amb què preveu concórrer a les urnes el 28 de novembre de 2010, després d'un procés de votació electrònica entre els associats.

## Programa polític
El programa polític de Reagrupament se centra en tres eixos:
- Independència: Proclamar la independència de Catalunya.[13]
- Democràcia: Regenerar la política catalana i dotar-la de més democràcia.
- Treball: Restablir el valor del treball per a superar la crisi econòmica.

### L'eix de la independència
Reagrupament vol que Catalunya esdevingui un estat independent. Aquest procés s'ha de votar al Parlament, representació màxima de la sobirania popular. Aquest procés entronca amb el pensament polític nacionalista desenvolupat a Catalunya. El moviment nacionalista és una resposta a la ineficàcia dels governs espanyols (ja des del segle XIX) i a la marginació cultural i econòmica i la incomprensió social que ha patit Catalunya respecte de l'Estat espanyol.

### L'eix de la regeneració democràtica
Reagrupament fa propostes polítiques que facilitin el control dels ciutadans sobre els partits polítics i que dificultin les pràctiques corruptes. Així, proposa la limitació de mandats (no tan sols del President de la Generalitat, sinó també dels parlamentaris); primàries; transparència en les dietes dels polítics o alts càrrecs; un sistema electoral amb circumscripcions menudes en què els diputats es deguin a la població de la circumscripció per la qual han estat elegits (i no a l'aparell del partit); establir lleis antifrau de control sobre càrrecs i institucions més efectives; i, en definitiva, augmentar la capacitat de decisió i de control dels ciutadans sobre els governants i els càrrecs electes.
Com a mostra del funcionament que Reagrupament proposa, aquesta organització fa públic el cost dels actes que organitza i els diners que havien aplegat en aquests actes.

### Transversalitat
Per tal d'aconseguir els seus dos objectius, Reagrupament entén que la discussió política entre dretes i esquerres no pot desenvolupar-se plenament amb la situació política catalana del segle xxi.
D'entrada, Catalunya dividida administrativament en diferents comunitats autònomes espanyoles i un departament francès no té capacitat per a aplicar les polítiques socials i econòmiques que necessita. Totes aquestes polítiques les determinen els estats espanyol i francès, i no sempre ho fan a favor dels interessos de l'economia i la societat catalana. A més, la situació fiscal de Catalunya respecte d'Espanya minva les potencialitats de Catalunya, tant pel que fa a la promoció econòmica com pel que fa a la prestació de serveis a la ciutadania.
Per això considera que, abans de debatre sobre polítiques socials, econòmiques, ambientals o energètiques (camps en què hi ha diferències entre esquerres o dretes), cal proclamar la independència.

### Internacionalització del cas català
Reagrupament considera que cal donar a conèixer el cas català a la comunitat internacional. Per això, a més dels actes de difusió a escala interna, també ha fet actes de presentació fora de Catalunya.
En aquesta línia, el 31 d'octubre de 2009 Reagrupament va fer un acte a la ciutat de Nova York. L'acte va comptar amb la participació d'Alexander Alland Jr, professor emèrit del Departament d'Antropologia de la Universitat de Colúmbia; Carles Boix, catedràtic de la Universitat de Princeton; i Salvador Garcia-Ruiz, impulsor del Col·lectiu Emma, que té per funció donar a conèixer la realitat catalana a escala internacional superant els prejudicis que pugui haver-hi en les cancelleries o en els mitjans de comunicació del món.
El 27 de novembre de 2009 també va fer un acte de presentació a l'Obra Cultural Catalana de Buenos Aires.

## Relació amb altres organitzacions independentistes

### Grups adherits o que hi han donat suport
Reagrupament ha aplegat alguns grups polítics i associacions que tenen també la independència de Catalunya com a objectiu. Així, ha rebut el suport d'una desena d'entitats independentistes.
El 25 de setembre de 2009, els membres del comitè executiu de Catalunya Estat Lliure (CEL) van anunciar la seva adhesió i també la de l'associació a Reagrupament Independentista.
El 27 de setembre del 2009 Joan Fonollosa, president de l'organització independentista Conferències Democràtiques de Catalunya, en origen a l'òrbita de Convergència Democràtica de Catalunya, també va anunciar el seu suport a Reagrupament.
El Partit Republicà Català (PRC) també s'ha acostat a Reagrupament. En un principi, molts dels seus membres van entrar en bloc a Reagrupament, i això es va interpretar com gairebé una fusió. Amb tot, el gener del 2010 la direcció del PRC va recalcar que aquesta organització continua existint i, per tant, no s'ha adherit formalment a Reagrupament, sinó que ho han fet bona part dels seus membres. El posicionament del PRC té raó de ser perquè, en la candidatura independentista unitària proposada per Reagrupament i Suma Independència els anys 2009 i 2010 i que es pot configurar amb vista a les eleccions al Parlament de Catalunya del 2010, el PRC hi ha de poder participar com a tal. Finalment, el PRC, juntament amb el partit Els Verds-Alternativa Verda, va coalitzar-se amb Solidaritat Catalana per la Independència, a la qual també hi van donar suport el Partit Socialista d'Alliberament Nacional. En canvi, altres membres de Suma Independència van anar el mateix dia amb Reagrupament, mentre que d'altres ja s'havien desmarcat d'aquesta posició i van prendre la decisió de sumar-se a la coalició Solidaritat Catalana per la Independència.
Finalment, el grup Unitat Nacional Catalana (UNC) també ha manifestat el seu suport a Reagrupament en un termes semblants als del PRC.

### Grups no adherits o que no hi han donat suport
Reagrupament no ha aconseguit el suport d'altres entitats independentistes amb un marcat perfil polític. És el cas del corrent crític El Matí, d'Unió Democràtica de Catalunya. Tan sols algun membre d'aquest corrent s'ha adherit a títol personal a Reagrupament, com Quim Torra.
Un dels primers intents d'aglutinar organitzacions polítiques independentistes es va fer amb la CUP. Atès que Reagrupament no contempla el debat esquerra-dreta, l'entesa entre ambdues formacions no va materialitzar-se.
Un altre grup que no s'ha sumat de moment al projecte de Reagrupament és el format per Catalunya Acció i Suma Independència, malgrat la coincidència ideològica i estratègica entre totes tres organitzacions. Suma Independència va néixer el desembre del 2009 amb els mateixos plantejaments polítics que Reagrupament, però en certa manera com a àlter ego. Els seus promotors són Enric Canela (que havia estat líder de la plataforma Deu Mil a Brussel·les i membre de Convergència Democràtica de Catalunya) i Santiago Espot (líder de Catalunya Acció). També hi van donar suport alguns membres de la CUP, com Josep Maria Ximenis o Jordi Bilbeny. La direcció de Reagrupament havia contactat prèviament amb Enric Canela i Santiago Espot perquè se sumessin al projecte de Reagrupament, però finalment no van adherir-s'hi. Aquesta negativa s'explica en part per la voluntat de Catalunya Acció de tenir un rol protagonista en aquest procés polític, mentre que la direcció de Reagrupament entenia que era preferible que els membres de Catalunya Acció s'adherissin a Reagrupament a títol individual. Aquest distanciament va fer que Canela i Espot acabessin sumant esforços juntament amb altres membres de la CUP (Ximenis, Bilbeny, etc.), al marge de Reagrupament.
Un dels arguments emprats pels promotors de Suma Independència és que així es crea una eina per a fer més àmplia la candidatura electoral independentista. A parer seu, Reagrupament no arriba a alguns sectors polítics (bàsicament determinades branques sobiranistes de CDC i alguns grups de la CUP), cosa que rebaixaria les seves possibilitats d'èxit electoral. Però la creació de Suma Independència també ha estat interpretada com una voluntat d'obtenir una certa posició de força amb vista a la creació de la candidatura independentista unitària que proposa Reagrupament (com havia passat prèviament en les negociacions entre Reagrupament i Catalunya Acció). En aquest sentit, el posicionament de Suma Independència i de Catalunya Acció segueix la línia seguida pel Partit Republicà Català que, després d'acostar-se a Reagrupament, ha volgut recalcar la seva autonomia, amb vista a participar com a actor de primer ordre en la confecció de la candidatura independentista transversal per a les eleccions del 2010.
En tot cas, les sintonies ideològiques entre Regrupament i Suma Independència són clares. Així, en Canela ha manifestat en públic la seva posició favorable a l'acord electoral. A més, els vincles entre ambdues organitzacions són notables, ja que algunes persones han mostrat el seu suport a les dues organitzacions, com l'historiador Francesc Xavier Hernàndez o el filòleg Xavier Rull, i força col·laboradors de la plataforma Deu Mil a Brussel·les, liderada per en Canela, eren membres de Reagrupament, com és el cas de Manel Bargalló.
Finalment, com a corrent crític intern d'ERC, Reagrupament va establir aliances amb l'altre corrent intern crític,  Esquerra Independentista (EI), liderada per Uriel Bertran i Hèctor López Bofill, amb vista al procés congressual intern d'aquest partit del setembre del 2008. Amb tot, aquesta aliança no va anar més enllà, ja que una part dels militants d'ERC que formaven part de Reagrupament van acabar marxant del partit, mentre que d'altres que formaven part d'EI hi van romandre, tot i mantenir la posició crítica.

### Relacions amb Joan Laporta
Joan Laporta havia sonat com a possible número 1 de la candidatura de Reagrupament per Barcelona. Amb tot, l'entesa no va ser possible, i finalment, l'estiu del 2010, Laporta va crear el moviment Solidaritat Catalana per la Independència, amb l'objectiu de presentar-se a les eleccions catalanes de la tardor. En un principi, Joan Carretero, president de Reagrupament, es va mostrar predisposat a unir-se a Solidaritat Catalana. Amb tot, les diferències en la confecció de les candidatures ha dificultat l'entesa entre ambdues formacions. A principis d'agost del 2010, Laporta, López Tena i Bertran van fer una oferta a Reagrupament en què insistien que els reagrupats Joan Carretero i Jaume Fernàndez es presentessin a les primàries de Solidaritat a Girona i Lleida respectivament, cosa que fou interpretada per Reagrupament com un intent d'absorció d'una organització en una altra. Per la seva banda, Joan Carretero va emplaçar Joan Puigcercós i Joan Laporta a una cimera a Arenys de Munt per tal d'abordar les possibilitats que les tres formacions independentistes miressin d'establir algun tipus de coalició.
Entre finals de juliol i l'agost del 2010 van aparèixer informacions no contrastades segons les quals diverses agrupacions locals i comarcals de Reagrupament abandonaven l'associació. Posteriorment es va comprovar que en la majoria de casos eren baixes que ja s'havien produït amb anterioritat, lligades al procés que va determinar la sortida d'alguns membres de la Junta al gener.

## Base social

### Nombre i perfil dels reagrupats

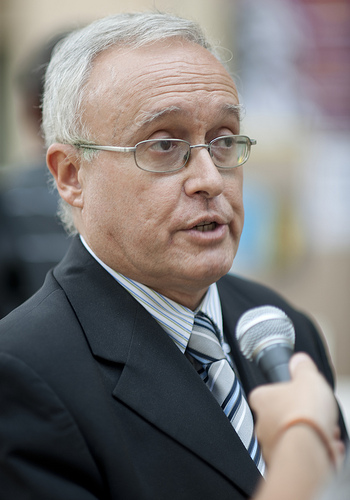
Carles Móra, alcalde d'Arenys de Munt, primer municipi de Catalunya a fer una consulta sobre la independència.

Generalment es dona el nom de reagrupats als membres de Reagrupament.
A principis d'octubre del 2009 (amb motiu de la celebració de la primera assemblea, cinc mesos després de la seva fundació) hi havia més de 2.000 reagrupats. Al cap de poc, a finals del novembre següent, n'eren més de 3.000. El 15 de gener del 2010, amb motiu de l'adhesió de Carles Móra, batlle d'Arenys de Munt, es va notificar que el nombre d'associats era de 3.335.
Es calcula que aproximadament el 75% de la militància són homes i el 25% dones. Quant a l'ocupació, una part important de reagrupats són professionals liberals.
La majoria de reagrupats (més del 60%) no havien militat abans mai en cap partit polític. Un altre grup important prové d'ERC -per tal com en un origen n'era un corrent intern crític-, i encara un altre grup no menys important prové de CDC. Finalment, n'hi ha uns pocs que provenen d'algun altre partit polític, com el PSC, la CUP (que fins al 2009 havia decidit centrar-se a fer créixer el seu projecte polític a nivell local), UDC i fins i tot el PP.
Pel que fa a la implantació territorial, Reagrupament és present a la majoria de comarques catalanes. Entre les agrupacions comarcals més nombroses hi ha Barcelonès, el Maresme, Osona, el Vallès, el Bages, el Gironès, la Cerdanya, el Segrià, el Penedès o el Baix Camp. Tanmateix, en altres zones, com les Terres de l'Ebre, el Priorat, la Segarra, l'Alt Urgell, la Catalunya Nord, les Illes Balears i el País Valencià, la seva presència és menor o gairebé nul·la. La crisi preelectoral (gener-juny del 2010) (vegeu supra) també va fer baixar considerablement la presència d'associats de Reagrupament en zones com Girona, Barcelona, la Cerdanya, l'Alt Camp o el Tarragonès.

### Adhesions individuals destacades
Entre les personalitats públiques que s'han adherit a Reagrupament hi ha: Emili Valdero, doctor en economia i professor de la Universitat de Barcelona que després es passa amb Laporta; Rut Carandell, advocada i professora de dret administratiu de la Universitat Autònoma de Barcelona; Xavier Castells, exregidor de Montmeló per ERC; Joan Sarquella, regidor de Besalú, i Salvador Moreno, regidor de Maià de Montcal, ambdós per CiU; Jordi Comas i Francesc Mortés, exregidors de Matadepera per ERC; Josep Prat, jove independentista català, molt actiu en totes les campanyes a favor de la independència de Catalunya fins al moment; Àngel Molina, expresident d'ERPV; Santi Niell, exregidor de Girona per ERC; Carles Móra, batlle d'Arenys de Munt i un dels organitzadors de la consulta per a la independència que es va fer al municipi el 13 de setembre del 2009; Xavier Rull, doctor en filologia catalana i professor de la Universitat Rovira i Virgili i exmilitant d'ERC; Imma Bellafont, exmiltant d'ERC a Osona i fins al febrer del 2010 presidenta del Gremi de Llibreters de Barcelona i Catalunya -bé que adherida a Reagrupament a títol individual-; Ramon Serra, regidor de Puigcerdà pel PSC; Imma Prat, regidora de Sant Vicenç dels Horts per ERC; Josep Pinyol, ideòleg de l'independentisme català; Roger Granados, exmilitant de CDC; Miquel Giménez, periodista; Narcís Ribes, batlle de Montagut i Oix per ERC; Josep Bober, exbatlle de la Pobla de Lillet per CiU; Jaume Fernàndez, batlle de Rosselló per ERC; Quim Torra, editor i exmilitant d'UDC dins el seu sector crític El Matí; Caritat Garcia, exmilitant d'ERC a les Terres de l'Ebre; Ignasi Planas, exmilitant de CDC i autor del llibre El catalanisme ha mort. Visca Catalunya (Barcelona: Duxelm, 2008);
 David Vinyals, exmilitant de CDC; Robert Ara, regidor de Sant Fruitós de Bages per ERC; Joan Altés, exmilitant de CDC; Laia Cubells, regidora de Torrebesses per ERC; Marc Viñolas, exmilitant de CDC; Josep-Ramon Soldevila, exmembre de la direcció d'ERC a Osona; Carles Bonaventura, secretari general del PRC; Àngel Font, exmilitant d'ERC al Maresme; Esther Ponsa, exmilitant de CDC;Xavier Borràs, periodista i escriptor; Heribert Barrera, expresident del Parlament de Catalunya i militant històric d'ERC; Toni Strubell, filòleg, professor de la Universitat Oberta de Catalunya i un dels fundadors de la Comissió de la Dignitat; Francesc Xavier Hernàndez, historiador i catedràtic de la Universitat de Barcelona; Miquel Calçada, periodista i empresari; Jaume Renyer, professor de dret administratiu de la Universitat Rovira i Virgili i exmilitant d'ERC; Teo Vidal, activista cultural de la Catalunya Nord; i diversos independentistes històrics. Al seu torn, l'històric cirurgià Moisès Broggi, que va ser guardonat amb la Medalla d'Or de la Generalitat de Catalunya l'any 2008, es va adherir a Reagrupament el 9 d'octubre de 2009 i va afirmar que l'associació de Carretero "és l'única via eficaç d'arribar a la independència",. L'agost del 2010 es van publicar informacions que afirmaven que Broggi passava a donar el seu suport a Solidaritat Catalana per la Independència., informacions que van causar un gran malestar a l'entorn del centenari doctor, des d'on foren desmentides.
D'altra banda, també ha rebut el suport d'intel·lectuals i acadèmics, com Víctor Alexandre, periodista i escriptor; i Salvador Cardús, professor de sociologia de la Universitat Autònoma de Barcelona.
En canvi, Joan Laporta, president del Futbol Club Barcelona des de l'any 2003 fins al 2010, no ha acabat de trobar l'encaix amb Reagrupament. En un principi s'hi va aproximar. El 14 de setembre del 2009, en una entrevista a Catalunya Ràdio, va dir:
| «              | Participo de la forma de pensar de Carretero, en el sentit que units podem ser invencibles. La unió fa la força, i els partits catalanistes fins ara no han estat units. | » |
| — Joan Laporta | |   |

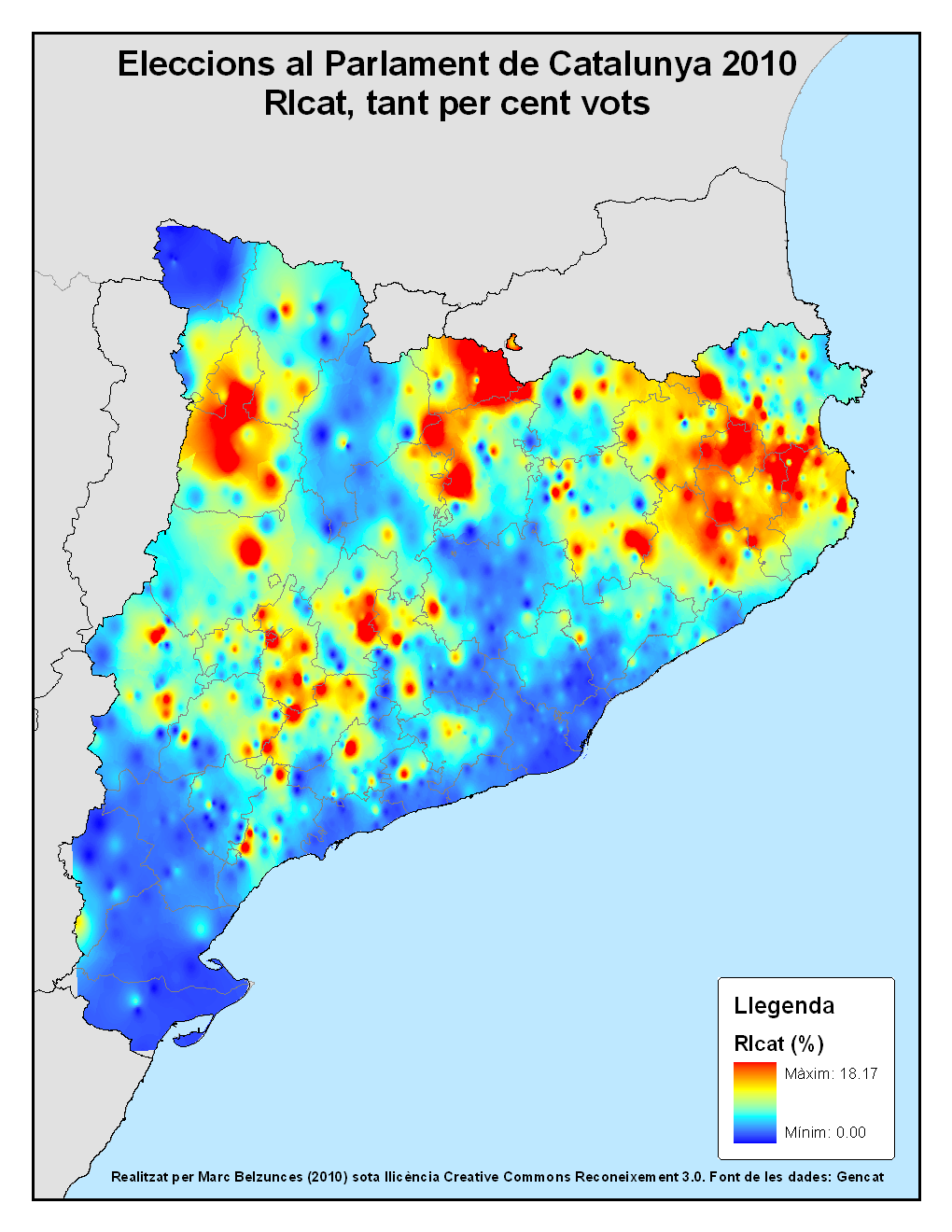
Suport en tant per cent de Reagrupament a les eleccions catalanes del 2010. En vermell les zones de major suport, en blau on el suport és menor.

Amb tot, durant el 2010 no s'ha concretat cap aliança entre Reagrupament i Laporta, i aquest darrer se n'ha anat separant. Finalment, Laporta va constituir el partit Democràcia Catalana i, aliat amb Alfons López Tena i Uriel Bertran, que havien abandonat, per desavinences, els seus partits respectius, van presentar la coalició Solidaritat Catalana per la Independència, amb l'objectiu de presentar una candidatura independentista unitària o, si no aconsegueix la unió, una candidatura pròpia. Joan Carretero ja va afirmar, amb tot, que estava disposat a sumar-s'hi, malgrat que finalment això no va succeir. D'altra banda, persones que prèviament havien manifestat el seu suport a Reagrupament, van passar a Solidaritat Catalana per la Independència, destacant sobretot en Toni Strubell, que va esdevenir diputat al Parlament de Catalunya per la demarcació de Girona, i com ell també van fer el pas a la nova coalició en Santi Niell, la Caritat Garcia, la Laia Cubells o en Jaume Renyer, entre d'altres.

## Eleccions al Parlament de 2010
A les Eleccions al Parlament de Catalunya de 28 de novembre de 2010, amb 39.922 vots a tot Catalunya, i superant el mínim del tres per cent només a la circumscripció de Girona, Reagrupament no aconseguí obtenir representació parlamentària. Si finalment Reagrupament i la coalició Solidaritat Catalana per la Independència haguessin arribat a un acord electoral, la suma de vots dels dos partits independentistes hauria permès obtenir un cinquè diputat per la demarcació de Lleida, a més dels quatre (3 diputats a Barcelona i 1 a Girona) que la coalició encapçalada per Joan Laporta ja va treure per si mateixa.

## Catalunya Estat Lliure
Catalunya Estat Lliure (CEL), és una associació que té per únic objectiu el restabliment dels drets sobirans del poble de Catalunya, mitjançant l'exercici, per part del poble de Catalunya de la sobirania nacional de la que és titular, per tal d'assolir que Catalunya esdevingui un estat de dret, independent, democràtic i social, integrat en la Unió Europea. Des del 2009 forma part de Reagrupament, associació que defensa la independència de Catalunya.